# Aldo Maccione
Pour les articles homonymes, voir Maccione.
Aldo Maccione est un acteur et chanteur italien, né le 27 novembre 1935 à Turin. Acteur de comédie, il a tourné dans son pays d'origine, mais c'est en France qu'il a fait l'essentiel de sa carrière dans les années 1970 et 1980.

## Biographie

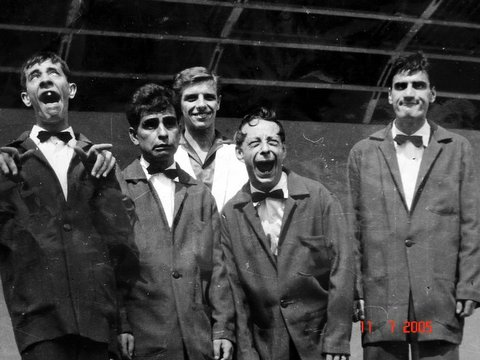
Les Brutos et Aldo Maccione (à droite) dans les années 1960.

Après avoir gagné un radio-crochet dans les années 1960, Aldo Maccione est engagé par un théâtre turinois où il se fait remarquer en imitant les stars de l'époque comme Jerry Lewis et Clark Gable. Venu travailler à Paris, il fait les entractes de l'Olympia avec son groupe italien, le quintette Les Brutos (it) (avec Gianni Zullo (it), Ettore Bruno (it), Jack Guerrini (it) et Elio Piatti).
Entre quelques scopitones (ancêtres des clips), dont un tourné par le réalisateur Claude Lelouch, et quelques émissions télé de variété, il crée un nouveau groupe parodique, « Les Tontos », qui se produit six ans d'affilée à l'Emporium de Barcelone. C'est en accompagnant Sacha Distel à Londres et à l'Olympia qu'il crée et popularise sa marque de fabrique : « Aldo la classe ! »
En 1970, Claude Lelouch, amusé par sa démarche cambrée « empruntée » à Alberto Sordi, lui donne ses premiers rôles au cinéma dans Le Voyou, puis en 1972 dans L'aventure c'est l'aventure où, aux côtés de vedettes comme Lino Ventura, Charles Denner et Jacques Brel, il fait une célèbre démonstration de groupe de sa démarche. Il devient très populaire en France pendant une quinzaine d'années entre 1972 et 1986.  
Dans les années 1970, les rôles comiques se succèdent. Il apparaît dans le premier volet de la Septième Compagnie en 1973 (Henri Guybet reprendra son rôle dans les deux épisodes suivants), mais aussi aux côtés de Pierre Richard (Je suis timide mais je me soigne, C'est pas moi, c'est lui) ou Jean-Paul Belmondo (L'Animal).
Les années 1980 s'avèrent glorieuses et il est une vedette qui permet à des comédies de se monter sur son seul nom. Il abandonne son personnage d'« Aldo la classe » à la fin des années 1980 mais il a du mal à donner un nouveau souffle à sa carrière, faisant néanmoins quelques apparitions dans des films ou téléfilms.
En 1991, il est caricaturé par Albert Uderzo sous les traits d'un légionnaire romain dans La Rose et le Glaive, le 29e album d'Astérix.
En 2005, il apparaît dans le film français Travaux, on sait quand ça commence... aux côtés de Carole Bouquet et Jean-Pierre Castaldi, dans le rôle d'un carreleur un peu trop imbu de sa personne, sa dernière apparition au cinéma.
Il vit désormais à Saint-Paul-de-Vence dans les Alpes-Maritimes.
À partir du 29 janvier 2010, il participe à la troisième saison de La Ferme Célébrités en Afrique, qu'il quitte le 5 février 2010, à cause de problèmes de santé.
En 2015, une biographie lui est consacrée, intitulée Aldo Maccione, la classe !, par le journaliste et documentariste Gilles Botineau, préfacée par Claude Lelouch et publiée aux éditions Christian Navarro. 

### Vie privée
Aldo Maccione est père de cinq enfants qu'il a eus avec cinq femmes différentes.

## Filmographie

### Cinéma
- 1960 : Les Hurleurs (Urlatori alla sbarra) de Lucio Fulci
- 1961 : Minima Bikini (Vacanze alla baia d'argento) de Filippo Walter Ratti
- 1964 : L'Amour avec des si de Claude Lelouch
- 1964 : Les Terreurs de l'Ouest (I magnifici brutos del West) de Marino Girolami : Artie
- 1964 : Carosello di notte d'Elio Belletti
- 1964 : Le Grand Hold-Up de Milan (Super rapina a Milano) d'Adriano Celentano et Piero Vivarelli : Un homme enthousiaste à la gare
- 1970 : Le Voyou de Claude Lelouch : Aldo Ferrari
- 1971 : La Grande Maffia de Philippe Clair : Aldo
- 1972 : L'aventure c'est l'aventure de Claude Lelouch : Aldo
- 1973 : Si, si, mon colonel (Un ufficiale non si arrende mai nemmeno di fronte all'evidenza, firmato Colonnello Buttiglione) de Mino Guerrini : Sergent Alessandro Mastino
- 1973 : Vive la quille (Il colonnello Buttiglione diventa generale) de Mino Guerrini : Sergent Alessandro Mastino
- 1973 : Mais où est donc passée la septième compagnie ? de Robert Lamoureux : Tassin
- 1974 : On demande professeur accompagné de ses parents (Professore venga accompagnato dai suoi genitori) de Mino Guerrini : Egisto Petracco
- 1974 : Mariage à l'américaine (it) (Fischia il sesso) de Gian Luigi Polidoro : Gavino Puddudu
- 1974 : Le tapis hurle (Il piatto piange) de Paolo Nuzzi (it) : Mario Tonini, dit « Camola »
- 1975 : Deux Cœurs et une chapelle (Due cuori, una cappella) de Maurizio Lucidi : Victor
- 1975 : La Grande Débandade (Le avventure e gli amori di Scaramouche) d'Enzo G. Castellari : Napoléon Bonaparte
- 1975 : Le Crocodile de Gérard Oury (projet de film) : le chef de la police du pays
- 1975 : La Pépée du gangster (La pupa del gangster) de Giorgio Capitani : Chopin
- 1975 : Soldat Duroc, ça va être ta fête de Michel Gérard
- 1975 : Plus moche que Frankenstein tu meurs (Frankenstein all'italiana) d'Armando Crispino : Le monstre
- 1976 : Spogliamoci così, senza pudor... de Sergio Martino, segment Il detective : le détective privé
- 1976 : Carioca tigre de Giuliano Carnimeo : Tigre
- 1976 : L'Amour, c'est quoi au juste ? (Bruciati da cocente passione) d'Armando Crispino : Michele Vismara
- 1976 : Sexycon (40 gradi all'ombra del lenzuolo) de Sergio Martino, segment Un posto tranquillo : Adriano Serpetti
- 1976 : Le Grand Escogriffe de Claude Pinoteau : Tony
- 1977 : Lâche-moi les jarretelles (La vergine, il toro e il capricorno) de Luciano Martino : Felice Spezzaferri
- 1977 : La Toubib se recycle (Taxi Girl) de Michele Massimo Tarantini : Adone Adonis
- 1977 : Maschio latino cercasi (it) de Giovanni Narzisi, segment L'amnistia : Amilcare
- 1977 : L'Animal de Claude Zidi : Sergio Campanese
- 1978 : La Classe (Es pecado... pero me gusta) de Juan Bosch Palau : Romolo
- 1978 : Je suis timide mais je me soigne de Pierre Richard : Aldo Ferrari
- 1978 : Les Ringards de Robert Pouret : Aldo Rimoldi
- 1979 : Aldo fait ses classes (Riavanti... Marsch!) de Luciano Salce : Otello Cesarini
- 1979 : Pardon, vous êtes normal ? (Scusi, lei è normale?) d'Umberto Lenzi : Commissaire Pecorella
- 1980 : Trois dans un lit (Tre sotto il lenzuolo) de Michele Massimo Tarantini et     Domenico Paolella : Andrea
- 1980 : Je suis photogénique (Sono fotogenico) de Dino Risi : Avocat Pedretti
- 1980 : C'est pas moi, c'est lui de Pierre Richard : Aldo Barazzutti
- 1980 : Le Coq du village (Fico d'India) de Steno : Ghigo Buccini
- 1981 : Pourquoi pas nous ? de Michel Berny : Marcello Degli Fiori, alias Cromagnon
- 1981 : Tais-toi quand tu parles de Philippe Clair : Giacomo / James
- 1981 : Reste avec nous, on s'tire (La poliziotta a New York) de Michele Massimo Tarantini : Big John
- 1982 : Porca vacca de Pasquale Festa Campanile : Tomo
- 1982 : T'es folle ou quoi ? de Michel Gérard : Dominique Lombardi
- 1982 : Te marre pas... c'est pour rire ! de Jacques Besnard : Marcello
- 1982 : Le Corbillard de Jules de Serge Pénard : Aldo
- 1982 : Plus beau que moi, tu meurs de Philippe Clair : Aldo / Père Marco
- 1983 : Le Bourreau des cœurs de Christian Gion : Vittorio
- 1984 : Le Cowboy de Georges Lautner : Inspecteur Cesar Cappucino
- 1984 : Aldo et Junior de Patrick Schulmann : Senior
- 1985 : Pizzaiolo et Mozzarel de Christian Gion : Carlo Monte / Gonzales
- 1987 : Si tu vas à Rio... tu meurs de Philippe Clair : Aldo / Marco
- 1989 : L'Aventure extraordinaire d'un papa peu ordinaire de Philippe Clair : Vittorio
- 1994 : Perdiamoci di vista de Carlo Verdone : Antonazzi
- 1997 : La Femme de chambre du Titanic de Bigas Luna : Zeppe, Acteur
- 1999 : I fetentoni (it) d'Alessandro Di Robilant (it)
- 2002 : La leggenda di Al, John e Jack (it) de Massimo Venier : Le Boss
- 2005 : Travaux, on sait quand ça commence... de Brigitte Roüan : Salvatore

### Télévision
- 1991 : Aldo tous risques (série TV de 4 épisodes : Mascarade, La guigne, Direct au cœur et Corps de ballet) de Michel Lang, Michel Wyn et Claude Vital : Aldo Bocampe
- 1991 : Un cane sciolto 2 (téléfilm) de Giorgio Capitani : Ugo Rampoldi

## Théâtre
- 1988 : Avanti ! de Samuel Taylor, mise en scène Pierre Mondy, Théâtre Antoine, Théâtre du Palais-Royal
- 1995 : Le Contrat de Francis Veber, tournée

## Discographie
- 1972 : Reviens Titina / La Classe
- 1972 : J'adore (En duo avec Sheila)
- 1982 : Le dragueur classe
- 1982 : Plus beau que moi tu meurs (B.O. du film)
- 1982 : Qu'est-ce que c'est que ce gars-là
- 1984 : Qu'as-tu fait cette nuit (Aldo et Junior)
- 1985 : Pizzaiolo et Mozzarel